# 新・旭日の艦隊
『新・旭日の艦隊』（しん・きょくじつのかんたい）とは荒巻義雄原作の架空戦記小説であり、『旭日の艦隊』、『紺碧の艦隊』の続編に当たる作品である。後世第3次世界大戦を欧州方面の戦闘を中心に海中戦艦として生まれ変わった日本武尊の活躍を描く。
1997年に執筆を開始し2000年に同じ続編である『新・紺碧の艦隊』と共に完結した。巻数は18巻。文庫版は2006年12月から中公文庫として発売された。
コミック版は原作版設定監修に協力した飯島祐輔によって描かれており、2003年には『日本オタク大賞』の審査員賞である『岡田特別賞』を受賞している。こちらはコミックオリジナルのストーリーも組み込まれたこともあり22巻で完結した。続編とはうたっているものの、これまでとは正反対とも言える作風、戦記モノとは思えないほどコメディ要素の多いストーリー展開であった。
2009年、未完で終わっていた『新・紺碧の艦隊』コミック版を補完した『新・旭日の艦隊 須佐之男死闘篇』発売された。これにより、『紺碧』『旭日』の艦隊シリーズはすべて完結した。

## 題名
紺碧の艦隊を参照

## 登場人物

### 前作から登場する人物
大石蔵良
海軍元帥。旭日艦隊司令長官。休戦中は僧侶の姿に身をやつしていた（公式には戦死扱い）。前世ではコミック2巻の冒頭にて最終時は少佐だったことが判明する。
コミック版ではピアノを始めとした鍵盤楽器に造詣が深く、軍人になる前は音楽家を夢見た時期があった。終戦後には国連大使に就任し、世界の紛争調停に奔走している。
原元辰
海軍中将。旭日艦隊参謀長。コミック版では大石のボケに対するツッコミ役をしている。
大利根潮
新日本武尊の電子戦室長。新兵器の開発を行っている。戦後は民間企業にヘッドハンティングされ、コンピュータ産業の基礎を築いた。
品川弥治郎
元は紺碧艦隊の富嶽に乗っていたが日本武尊が改装された時、潜水室長として赴任した。
上野淳
ルイス・マッカーサー
米陸軍元帥。コミック版では戦後の大統領選挙には出馬せず、代わって駐日大使に就任し日本に赴任した。
トロツキー
東シベリア共和国初代首相。コミック版では前世の死因がピッケルで頭部を強打されたものだったために、性格が明るくなっている。
コンラッド・フォン・ロンメル
自由ドイツ政府主席。
ワルター・G・F・マイントイフェル
元独軍OKW参謀総長。アメリカへの亡命後に投資家となり、ドイツ軍時代に得た機密情報と経験を活かして投資を行い巨万の富を得ている。コミック版ではその能力を買われ「海の目」に勧誘されたが、拒否したため命を狙われることになる。その際、ケネディ暗殺計画の存在を知り日本軍に協力を求めたことで、宮本小十郎・今津澪との間に奇妙な縁が出来た。
アルフレート・ヒムラー
親衛隊長官。原作ではヒトラーを裏切り総統の座を奪ったが、コミック版では最後までヒトラーの側近を務めた。核爆弾をアメリカに持ち込んでのケネディ暗殺を計画した。
ハインリッヒ・フォン・ヒトラー
ナチス総統。原作終盤ではヒムラーに裏切られ幽閉されたが、コミック版ではそうはならなかった。
コミック版では前世の1954年の東ベルリンにて入手されたヒトラーの爪と髪と皮膚の一部から培養したクローン（前世において、ヨッヘンバッハとその息子が率いるナチス残党が2017年に製造したもの）が転生した後世ハインリッヒに憑依して乗っ取ったことが明らかにされた。また、死因はナチスの残党狩りを長年に渡って行っているイスラエルのモサドの襲撃を受けたため。
その生い立ちから人類を憎んでおり、トリスタンとイゾルデを起動し人類文明を破壊しようとするが、大石と亜由美によって阻止され、宇宙空間に放り出され死亡する。
エヴァ・ブラウン
コミック版では前世にナチス残党によって血縁者から採取した細胞サンプルを基に、遺伝子操作によって作られたクローンとなっている。
ヒトラーと共にモサドに殺害され後世に転生するが、一般人として幸せに暮らす後世のエヴァを見て憑依することを躊躇い、そのまま魂のみの存在となっている。ヒトラーの暴走を止めようと亜由美に助けを求め、ヒトラーの暴走が阻止された後は自らのエネルギーを使い亜由美を後世の戦前に転生させ消滅する。

### 今作から登場する人物

#### 大日本合衆国
尾崎亜由美
コミック版オリジナルキャラクターで新聞記者（原作には名前のみ登場する）。前世で乗っていたジェット旅客機の着陸事故にあい、後世1952年の飛行機事故の現場にいた前世の祖母にあたる人物に転生、日本武尊の健在を突き止めて乗り込んだところを見つかり、そのまま従軍記者として参加する。世代を遡って転生した影響で超能力を有しており、日本武尊の危機を救うこともある。終盤に後世の戦前へ転生して大石の妻になる。大石の記憶で、妻に関する部分が封印されていたのはそのためで、本人も大戦が終結するまでは思い出せなかった。
村末寿美
新日本武尊付くのいち部隊の一員である女性士官。原作では一隊員である。
コミック版では忍者の家系であり、くのいち部隊の隊長を務めているが、亜由美と組んでの活躍も多い。記憶こそないが、前世90年代から転生した人間で、自覚はないが当時のオタクネタに反応を示す。
部下は学生時代からの長い付き合いである
戦後はアクション女優として活躍した。ショートヘア。
永澤義史
新日本武尊艦長。准将。
宮坂龍次
新日本武尊水雷長の中尉。元紺碧艦隊所属だが日本武尊が潜水戦艦になったため水雷の専門家が必要となり、大石が前原に頼んだところ推薦されたベテランである。紺碧艦隊のときは富嶽号の寺島大尉の下で副長をしていた。
柳井永一
新日本武尊砲術長の大佐。元比叡の砲術長だったが比叡が電子作戦艦に改装されたため転属していた。
永田潔
戦闘中枢の兵員監督責任者で大佐。人事管理の苦手な大利根の願いで大石が同階級の永田大佐を中枢室に配属させた。後に退役する。
宮本小十郎
コミック版オリジナルキャラクター。「電光」艦長で少佐。熱血キャラであり、一部の巻では、副官の今津澪と組んで、主役のような活躍を見せる。カーマニア。戦後は今津と結婚している。
今津澪
コミック版オリジナルキャラクターで「電光」副官の大尉。兵器から家電まで作っている大財閥今津グループの令嬢である。
セレモニーに慣れているので、式典にはうってつけと、大高や大石の指示で小十郎と共に式典に参加するが、2回とも事件に巻きこまれている。
三浦藍佳
大高の私設秘書。大のカルピス好きらしく、カルピス作戦の名前は彼女が思いついたそうだ。

#### アメリカ合衆国
エイブラハム・ケネディ
米大統領。「海の目」とドイツによって命を狙われるが、宮本小十郎と今津澪によって暗殺の危機を免れる。
カール・J・マンフォード
米海軍大将。コミック版では前世において米海軍航空隊の一員であり、戦艦「武蔵」の最後を上空から目撃しているが、日本の戦艦の頑丈さと屈強さを目撃したことで後世では直接交戦した経験がないにもかかわらず、後世日本の戦艦の強さを熟知している。
モートン・ボーリング
米海軍中将。マッサワ上陸軍司令官。
ジョージ・トコロダ
日系2世の米陸軍中将。機甲師団を率いて瀬戸と共闘、ドンナーを撃破した。
ガーシュイン
コミック版に登場する米海軍大佐。アメリカの覇権を信じており、核動力艦ノーチラス号で北極海に到達する成果を挙げたが、帰還後に電磁推進機構を持つ日独潜水艦の性能差を見せ付けられ憤慨し、沈没したレヴィアタンの引き上げと調査を担当する。
その後、レヴィアタンをコピーしたサラトガの艦長になり再び北極海に向かうが、ツヴァイの乗るゲシュペンストと遭遇し戦闘の末大破され、旭日艦隊に救助される。その後、予備部品も用いて再建造されたサラトガ（2代目）の艦長となる。
バーンスタイン
コミック版に登場する米海軍大将。大鑑巨砲主義者であり、北大西洋艦隊を率いてバルチック艦隊と戦うが、グロース・ドイッチェラントに敗れ旗艦のマタドール（マウス級）を大破される。退艦の際に目撃したサラトガ（2代目）にその性能を見せ付けられて時代の変化を感じ、終戦後の退役を決意する。
作品終盤で北大西洋艦隊は「トリスタンとイゾルデ」による核攻撃で壊滅するが、生死は不明。

#### 神聖欧州帝国
グスタフ・フォン・ナトルプ
独海軍元帥。地中海艦隊司令長官。フェルゼンに座乗し新日本武尊と交戦したが敗北し、片腕を失った上更迭される。コミック版ではこの後、潜水戦艦レヴィアタンを指揮して新日本武尊を追い詰めるが、救援に駆けつけた電光に敗れ、自由ドイツ海軍に参加する。コミック16巻では歳が63歳とであることが明かされている。
戦後、回顧録を出版。その中に書かれていた電光vsレヴィアタンのカリブ海決戦の下りは映画化された。
ヨハン・ミッチェルリヒ
イースター島要塞司令官。頭脳明晰で体型も完璧だが唯一灰色の目と髪をもつせいで新貴族になれなかった。
大石と密約を交わし連合側に寝返り、自由ドイツ軍に参加。コミック版では幼馴染の元空母ザクセンの艦医ギルフォーデス大佐と共に登場することが多い。
アゥグスト・ヴィーガント
独陸軍元帥。東方総監。保身術に長けており、ゲーリングと違って左遷されたりすることもなかった。実は後世大モルトケを匿っている。手勢と共に連合側に寝返り、自由ドイツ軍に参加。コミック版では戦後高齢を理由に退役し、孫に囲まれて幸せな余生を過ごした。
デュリーフェン
独陸軍元帥。ウクライナを統括する東部戦域軍司令官。築城家としての能力も高い。大モルトケの説得に応じ自由ドイツ軍に参加。
メスバウナー
武装SS元帥。クレーブス司令官。
レッカネン
武装SS大将。コミック版のクレーブス司令官。村末寿美によりクレーブス内の美術品室で爆死する。
リーフマン
「墓標」機甲軍団を率いる武装SS大将。典型的なナルシストで自軍のザルクに取り付けるタイルを追加発注した程。しかし日本・東シベリア連合の奇策の前に敗退。
ギルフォーデス
コミック版に登場する独海軍大佐。空母ザクセンの艦医だったが、くの一部隊による工作で暴走した艦隊司令に囚われる。旭日艦隊に撃沈された際に牢の格子が枠ごと外れたのを幸い、副長のローゼンシュタイン大佐と共に脱出し連合軍に亡命。その後は自由ドイツ軍に参加し、幼馴染のミッチェルリヒと共に行動するようになる。
軍の研究所時代に人体実験や生物兵器の研究を行っており、その罪を償うために行動している。開発研究の過程で人類は同じ種であり、外見や能力などで区別できないという結論に達していた。
最終巻にて、北アフリカ地域で逃亡中の第三帝国兵が撒いた細菌兵器（致死率85%）に罹患した患者を救うために汚染地域に向かう。自身が研究所にいた時期に作られたものなら自分の血から治療薬が作れると説いたが、その後の生死は不明。
ファルケンハイン
コミック版に登場する独陸軍元帥。スーダン派遣軍総司令官。かつてロンメルの部下だった人物であり、指揮官としての能力は高い。ヒトラー体制に不満を抱いていたこともあり、スーダン派遣軍全軍を連れ自由ドイツ軍に参加する。
フォン・ドロッセルマイヤー
コミック版に登場する独海軍中将。バルチック艦隊司令長官。ジブラルタル奪還のため出撃する。その途中で米北大西洋艦隊を破るなど有能な指揮官であり、戦後ドイツの再生に必要な人材として大石とナトルプに説得され、自由ドイツ軍に参加する。
ゲルト・フォン・フレーベ
コミック版に登場する独陸軍中将。独軍では珍しい撤退戦の専門家。性格は神経質で執念深く、非常に強欲。モットーは「敵には何も残すな」で、彼の指揮した撤退戦は草木一本残らないことから「残らずのフレーベ」の異名が付いている。亜由美たちの作戦によって一杯食わされることになる。
戦後、戦時中の横領が発覚して指名手配犯になり、怪盗に転向する。本人は「ゴールドハンター」と名乗るが、世間では「デブ怪盗」と呼ばれる。得意技は自爆に見せかけた入れ替わりトリック。
フリッツ・フォン・マクシミリアン・ラング
コミック版に登場する独陸軍大佐。情報部所属の情報将校。プードルとともにネオ日本武尊に捕らわれ捕虜になる。その後は自由ドイツ軍に参加。戦後はNATO情報部に所属するが、フランス警察の依頼により腐れ縁のフレーベを追い掛ける羽目になる。
デクスター・ ラボラトビッチ
コミック版に登場する科学者。ドイツ軍に属しているがドイツ人ではなく、ロシア人。前世では人工衛星、家庭用ゲーム機、二足歩行ロボット、電気自動車などの開発を行っていたが、個人でやっていたせいか、常に誰かに先を越されていた。2017年にテレポーテーション装置の実験中に事故で死亡。後世においてソ連軍の軍人だった父親の肉体に転生し、前世記憶からソ連を見限りドイツに亡命する。亡命後はドイツ軍内でドンナーやゲシュペンスト、「トリスタンとイゾルデ」等を開発する。
「自分の科学の正しさが証明されるのであれば、世界が滅亡しようと構わない」という考えの持ち主だが、所謂マッドサイエンティストではなく、ヘルベルトがパワードスーツの開発を進めようとした際、実現可能性の低さを指摘するなど冷静な面が強い。
ミュンヒハウゼン
コミック版に登場する独空軍兵士。超大型爆撃機ブランデンブルグのクルー。モスクワへの核攻撃任務の最中に反乱を起こす。前世記憶を持つ。前世ではドイツ系アメリカ人として育ち、アメリカ空軍へ入隊。長崎への原爆投下を実行した爆撃機クルーだった。前世の経験から、一度でも核兵器を実戦使用すれば戦争という行為がエスカレートしていくと判断し、迎撃に来た冥王部隊に自機の撃墜を要請までしたが、冥王部隊の尽力と機長を始めとしたクルーの理解を得られたことで機体ごと投降した。
ヘルベルト
コミック版に登場する科学者。前世では日本のロボット技術にあこがれ、それを越えようとパワードスーツの開発を行っていたが、実験中の事故で死亡。後世に転生し、巨大装甲強化歩兵「ガルガンチュア」を開発する。前述のとおり、デクスターからは制御用のコンピュータを人間大の機体に搭載可能なサイズに作るのが技術的に無理だと指摘されるが、「なら、作れるユニットが収まるサイズにしてしまえばいい」と開発を実行した。
アレックス・フェルディナント
コミック版に登場する独海軍将校。Uボートの乗組員だったが、乗艦を撃沈され米軍に降伏し、自由ドイツ軍に参加する。
戦後はヒルダと結婚し、海運会社「フェルディナント海運」を設立。海流を読むのに長け、自社をドイツ有数の大企業に発展させる。
ヒルダ
コミック版に登場する独海軍将校。アレックスの恋人。軍から「アレックスが戦死した」と告げられ、仇を討つためSボート艦長になる。アレックスが生きていると知ると降伏し、連合軍に協力する。
戦後はアレックスと結婚。夫と共に海運会社を切り盛りした。
ツヴァイ
コミック版に登場するヒトラーのクローンである少年。ヒトラーに万が一があった時のために作られた存在であり、ヒトラーには「ただ存在しているだけで良い」と言われている。父親であるヒトラーの役に立ち自分を認めてもらうためにゲシュペンストの乗艦を志願する。北極海で米海軍のサラトガを破り、救助に来た旭日艦隊を葬ろうとするが返り討ちに遭い撃破され、その直後自決した。
閣下（仮）、ガンツ
ドンナー部隊の司令官とその副官。ドンナーが撃破されるたびに戦死するが、兄弟が再び登場する。最後に登場した三男の2人はマッカーサー率いるビーバーと激突するが、動きを止められたところで使われた粘着固定弾でドンナーを無力化されて捕虜となる。

## 登場兵器

### 日本（艦船）
新日本武尊
旭日艦隊旗艦。休戦中に大改装を受け海中戦艦として生まれ変わった。
ネオ日本武尊
コミック版での最終形態。
強襲潜水輸送艦 特ロ型
海兵隊員2000人を収容できる大型輸送潜水艦。限界潜水深度は浅くなるが、隊員を迅速に揚陸させるために艦上面両舷に14基のハッチ、揚陸用梯子やロープ銛を撃ち出す専用砲を持っている。水密格納型対空砲塔を数基備えるが、単艦行動することはなく、味方護衛船団と共に行動するため弱点はカバーされている。
イースター島攻略の前哨戦であるピトケアン島独軍要塞攻略のため、帝国海軍九鬼歩兵師団7000名を四艦で輸送、米海兵隊共同の攻略戦を陰で支えた。
潜鯨三型　弟橘比売（おとたちばなひめ）
新日本武尊専用の補給用大型輸送潜水艦、海中コンテナー潜である。動力は亀天号と同じ「トリウム溶融塩型核反応炉」のため、通常なら大量に必要な推進器用燃料分、さらに多量の物資輸送することができる。推進方式は、超大型四枚羽根プロペラを比較的低速回転することで放射騒音を押さえつつ速力を稼ぐ。輸送方法は鎗鯨丙型とほぼ同じ。連絡用の海底匍匐戦車を積載する。同型艦は布多遅比売（ふたじひめ、2番艦）、美夜受比売（みやすひめ、3番艦）。三艦で「ヌバタマ艦隊（第一潜水補給艦隊の通称）」と呼称する。
チリ沖某所海中に極秘建設された、「新紺碧艦隊兼用の沈底補給要塞」専属の補給艦隊であり、陸軍向けとして「前大戦の秘匿戦輸」に当たる「倭比売（やまとひめ）」も存在する。
海鼠（かいそ）
兵員輸送能力を持つ新型海底匍匐戦車。前大戦で使われた海底匍匐戦車『海狗』1型を大幅に拡大強化した新特務潜、船体は軟体ポリマーで覆われている。乗員以外に水中特殊部隊隊員など30名が搭乗可能であり、偵察・敵艦攻撃・敵地破壊工作などの多彩な任務遂行が可能。また、マグネット式吸着装置にて、敵艦艦艇に吸い付き、特殊部隊を水中より送り出すことも可能である。
しかし、大型特務潜のため、日本武尊や亀天号などの大型艦にしか収容することが出来ない。
特T潜　海天狗（かいてんぐ）
海鼠の派生型で島嶼の断崖絶壁など高所への揚陸用に消防車のような『伸縮式の梯子』を装備した型。
山王烏天狗隊のイースター島潜入時に使用された。
海牛（かいぎゅう）
氷海作戦用に開発された水中匍匐戦車。完全武装兵15名余りが搭乗可能で、氷結水面での揚陸を可能ならしめる、円筒型破氷揚陸筒を備えている。
バイカル戦線にて、トロツキー軍のイルクーツク独前線司令部攻略を援護するため、帝国海軍よりシベリア鉄道にてウラン・ウデまで貨車輸送された海牛20艇が参加、氷結したバイカル湖を水中縦断し赤軍特殊部隊600名を輸送・橋頭堡を確保、トロツキー軍第2機械化軍団2万名、第2戦車群団トロツキー戦車150両の氷結湖面縦断を支援した。
海猫
探査用海底匍匐潜水艇。セラミック製であることを活かし掃海任務も行える。
海狗2型
大型の海底匍匐戦車『海鼠』に代わり、帝国海軍潜水艦隊の標準装備になった新型特務潜。
この小振りの海底匍匐戦車は乗員1名で操縦可能であり、喫水の浅い場所への揚陸や物資輸送に役立った。
海象
原作の東欧渡河作戦でトロツキー軍に貸与された陸送式湖沼型特殊潜水艦。角瓶型ユニットが10個つながっていて、簡単に言えば海中列車という様な形状をしている。各ユニットにそれぞれ履帯、ディーゼルエンジンがあり、上陸時は歩兵戦闘車として活躍する。しかし、列車のような長さのため、回頭や上下運動などは苦手で速度もあまり出ない。
戦略空母「建御雷」
二回の改装を受け、航空攻撃のほかに地上部隊輸送艦としても活躍した。
金剛
金剛を大改装して電子作戦艦にしたもの。高杉艦隊の新旗艦。主砲は外されており対潜ヘリを数機積み、対潜攻撃に特化している。コミックでの外観は面影を残しつつ後部にアングルドデッキを持った「航空巡洋戦艦」と化しているが、『新紺碧』での艦橋の外観はこんごう型護衛艦のものになっていた。
天日鷲
終盤で登場する航空母艦。鏡龍を運搬するだけでなく垂直離着陸機も運用可能。
電光
須佐之男号の2番艦。コミックオリジナル兵器の一つ。（ネーミングは押川春浪の『海底軍艦』に登場する電光艇に由来する。）須佐之男号とは異なる艦型を持ち、豊富な対艦・対潜武装を持つ。カリブ海にて独超潜「レヴィアタン」とのチキンランの末、奇計で撃破した。

### 日本（陸上兵器）
10式戦車『蒙古』
第三次大戦初期にアフリカ戦線へ投入された新主力戦車。主砲は120mm砲である。コミック版『新紺碧』での外観は一見すると90式戦車風ではある。
しかしながら、搭乗員保護と前方防御能力強化のためにエンジンを前部に搭載し、車体後部に兵員脱出ハッチを設け、『9式戦車『蒙虎』』での戦訓から、携行対戦車無反動砲を装備した独軍工兵を蹴散らす重機関砲を砲塔乗員ハッチに設けるなど、車体設計思想と運用形態はメルカヴァ同然であった。
武功が半ば伝説化し、同盟国から購入打診が相次いだモノの、数々の新機軸を採用したが故に、調達価格が列強の2倍に達した『蒙虎』を初期生産分で止めた帝国陸軍と政府は、（大戦の再勃発を想定して）同盟が成った英国より「センチュリオン戦車」をライセンス生産、米国からは輸入してエンジンや兵装などを日本仕様に換装、爆発反応装甲を装着し『蒙虎』に準じた性能を確保した「M60戦車」から成る機甲師団を中核とし、そこへ近代改修を施した『蒙虎改三』を組み込み部隊編成することを決定したが、国内兵器産業各社が猛反発、「国産兵器至上主義」を掲げたロビー活動などの圧力に政府と陸軍が折れて細々と国産後継MBTの開発が進められ『蒙古』して結実した。高性能な新戦車となったモノの、電子デバイスの多用により調達価格がまたも跳ね上がることとなった。
忍者
偵察用オートバイ。
『覇王』型戦車
後半で登場する120mm砲を装備した新型主力戦車。車体やエンジンまで全てNFセラミック製で88mm高射砲の水平撃ちにも耐える防弾性能の高さがあり成形炸薬弾も効かない。主機はダッシュ性能を重視したためガスタービン。
華々しい戦果を残しながらも、二度の主力戦車『開発失敗』に懲りたため、本戦車は国際共同開発を採用し、調達価格の低減を図った。そのため、バットマンとトロツキー戦車とは多くの互換性がある。
炎王
捕獲したティーゲル戦車をセラミックでかたどった張りぼての移動トーチカ（中身は軍用トラックで武装は機銃のみ）。主に敵への心理作戦や囮として使われるが1500m以上であればザルクの砲撃に耐えられる防御力を持つ。
特殊兵員輸送車両『猿人』戦闘車
必要に応じて無限軌道走行とタイヤ走行に切り替えられる特務作戦専用装甲兵員輸送車。乗員2名+完全武装兵10名を乗せての行動が可能で、市街地戦ではなく野戦での兵員輸送を想定した水陸両用車のため、車体高程度の河川渡河などにはシュノーケルを用いた浮航で、それより深い場合はバッテリー駆動による潜航移動が可能であった。
エンジンは水冷V8ターボディーゼル2基を変速機を中央に挟んで直列としたＶ16気筒として車体前方に配置、そこから伸びるドライブシャフトに装軌用と装輪用に別々に駆動分配シャフトを設けている。2基直列のエンジン配置、特殊な走行機構などにより整備性は良くない。後に、出力重量比に優れたタービンエンジン搭載車も造られた。
連合軍のギニア要塞攻略「赤い槍（レッドスピア）」作戦に先行し、霞部隊による「猿人作戦」を決行、ケニア南部モンバサより隊員20名・車両2両を用い各地の対独抵抗勢力と協力。偵察や解放作戦を行いつつアフリカ大陸を長駆縦断、カメルーン首都ヤウンデ近郊ドゥアラまで潜入し、連合軍海兵隊の上陸を支援した。
河王
105mm砲を装備したホバークラフト戦車。航空機用ロケットエンジンを装備しており、使用時の最高時速は200kmに達する。
忍電
電子戦用装甲車。
地中戦車「土竜」
コミック版で登場する日本軍の地中戦車。ドリルで地中を掘り進み、10名の完全武装の兵員を輸送できる。ベルリン解放戦で活躍した。モチーフは『サンダーバード』の特殊救難車両「ジェットモグラ(MOLE)」。

### 日本（航空機）
紫鳳
開戦前に就役した電子戦用大型水上機（飛行艇ではない）。『カスピアン・モンスター』のようなWiG機構造を持つが、成層圏飛行能力を持っており、機内は完全与圧化されている。会敵時には地表ギリギリを飛んで敵攻撃を避けるため、機体上面にのみ対空火器を装備する。
B29
日米和平の後からアメリカから貰い続けたB30だが依然として日の丸戦略空軍の主力である。後半になっても新型機関砲などの装備を改装され最後まで主力であった。
亀光
B30の装甲だけを剥がし、セラミックで型取りした防弾性能抜群の爆撃機。Ⅲ型は30mm機関砲を大量に積んだ掃射機である。日の丸戦略空軍に所属。
流鬼
30mm斜め機関砲を下部に装備した噴式対戦車攻撃機。
緑火
噴式水上攻撃機。複座。
翠燕
小型噴式艦上水偵。
煽鬼
後半から登場した攻撃ヘリコプター。対地噴進弾、30mm機関砲による対地攻撃や、空対空噴進弾による攻撃をする。九鬼旅団が装備しており、偵察など数々の任務をこなした。ちなみに基本技術は米国、噴進弾は東方エルサレム共和国、エンジンは英国製（製造工場は香港）。
冥王
コミック版のみに登場する、逆ガル前進翼の双発噴式艦上戦闘機。旭日艦隊に試験配備され、潜水空母に4機が艦載されている。極めて高い高高度性能と旋回性能を持つ。航空機関砲2門と空対空噴進弾4基を装備。
因みに、本機のパイロットの名前は全て『しあわせソウのオコジョさん』の登場人物のパロディである。
雷蜂（らいほう）
コミック版にのみ登場する、機首に剥き出しの37mmガトリング砲を装備した噴式重戦闘機。2基のエンジンをイングリッシュ・エレクトリック ライトニングの様に縦方向に配置している。機体バランスは極めて悪く、機首のカナードが無ければ飛ぶことすらままならないという。ブースターを用いた短距離離陸が可能。
使用用途を対独超重爆「アース」戦のみに限定して開発されたため汎用性は低い。その為生産機数も少なく戦後すぐに退役した。
鏡龍
日本の作った円盤機。速度は時速1000km以上。武装は腹部に6基の空対空噴進弾を装着している。乗員3名。操縦席が三菱のマーク状に配置されているのが特徴。

### ドイツ（艦船）
シックザール
水上偵察機や工作員潜入用舟艇を搭載しているとされる偵察用潜水巡洋艦。オホーツク海で室蘭へ向かう改装前の日本武尊と遭遇したが大石の奇策が功を奏し見破ることができなかった。その一件は、当時内地の新聞にて『海軍慰問艦』として「極彩色で偽装した日本武尊」の写真が撮られている。
フェルゼン
紅海での戦闘で登場したヒトラー設計の奇想七胴戦艦。総排水量35万トン。その巨大さ故に7隻に分離してスエズ運河を通る。対地攻撃用にゲルマン砲1門、38cm連装砲10基、対空砲1000基以上を装備。指令艦橋はバランス取りのためかアーチクレーン構造になっており前後に移動可能、甲板上のレールを移動するゲルマン砲を積んだ中央艦の周りはほとんど空になっており、魚雷を食らっても本体には大きなダメージはなく被雷したところも水中溶接や発泡剤注入によるダメコンですぐに直る。ヒトラーの言うとおり不沈戦艦といえる艦であるが、主砲発射時の致命的欠点を突かれ、新日本武尊との交戦で復元不可能となり沈没する。
コミック版ではゲルマン砲が2連装化されており、撃沈に至る経緯もまったく異なっている。
グロース・ドイッチュラント
コミック版オリジナルの三胴戦艦。フェルゼン建造時のノウハウが生かされており、かなりの砲撃精度を持っている。主砲は47口径42cm砲11門。排水量は91000トン。
改ビスマルク級戦艦
ビスマルク級戦艦の発展型であるドイツ海軍の主力戦艦。主砲は52口径38cm砲11門。ビスマルク級とは艦橋の形状が異なる。
装甲艦E・S・ブローフェルド
コミック版に登場。ドイッチュラント級装甲艦だが、後部甲板がヘリ甲板に改装されている。自由ドイツ海軍に参加し南米方面で活動。
ザクセン級正規空母
ドイツ海軍の主力空母。ネームシップである「ザクセン」はアカバ湾で新日本武尊に撃沈されている。
シンフォニー級潜水戦艦
ネームシップは「J.C.バッハ」。前面に40cm連装砲2基を装備した潜水戦艦。変形ペラによる巨大な二重反転推進器のためか推進時には騒音を発生するため作戦時には護衛の僚艦の随伴が不可欠。群狼作戦における囮兼潜水艦隊防空の要であると推察されている。
オペラ級潜水空母
ネームシップは「カルメン」。スレイブニルS型と同じ全通飛行甲板を持った半双胴艦型潜水空母。戦時増産型に位置づけられているが左舷に舷側エレベーターを装備しており使い勝手は良い。
スルト型潜水空母
連装砲塔を装備している。バブ・エル・マンデブ海峡での蒙古との戦闘で撃沈の憂き目に遭い、ヒトラーの怒りを買うことになる。
クレーブス
遠くからみれば岩壁に見えるが、正体はV号弾を10基以上装備し15インチ砲も備えた海上要塞。移動時には他艦に引っ張ってもらわなければならないが、それでも3ノットでしか進まない。しかし、複数のケーソンで構成されているため雷撃を受けた場合は被弾部分だけ切り離してエアバッグを追加することによって浮航することが可能。最終的に新日本武尊の砲撃でV号弾を破壊され炎上、その軍事的価値を失った。
コミック版では発泡コンクリート製の「浮体」400個のブロックによる巨大な海上プラットフォームに変更された。V2弾を一ブロックに一基搭載しており、攻撃力は小説版を上回っている。忍者部隊による中央制御室破壊により、その真価を見せることなく破壊された。なお、本艦を曳航するために、フェルゼンの外郭船4隻が黒海に配備されていた。
レヴィアタン
コミック版オリジナルの電磁推進式海中戦艦。ホズ級の技術に、何処かからもたらされた日本軍の機密情報から建造されたと思われる。新日本武尊を後一歩で追い詰めながら電光に敗北する。なお、動力炉はそのまま核爆弾としても使える。撃沈された船体は米国によって極秘裏に回収され、米国初の核動力艦の基礎となった。
ゲシュペンスト
復讐兵器『C』、コミック版オリジナルの思考制御潜水艦。グライダー制御と翼型外部電磁推進体により、海中を自在に航行する。ヒトラーのクローン「ツヴァイ」が操縦する。
Sボート
コミック版オリジナルの小型駆逐潜水艇。全通型艦内ドックを持つ母艦と共に複数艦でパックを組んで行動する。前世Sボート（小型魚雷艇）と同じ運用形態である。改ワルター機関による高速潜行性能を誇るが、小型潜故に母艦とはぐれることは死を意味する。

### ドイツ（陸上兵器）
パンターII
初期から登場するパンターの新型。性能ではティーゲル戦車よりは劣るものの、正面装甲は遠距離からの105mm砲弾に耐える防御力を有している。
ザルク（棺桶）
終盤で登場する駆逐戦車。SS「墓標（グラーフ）」機甲軍団に配備され、ウクライナ戦線に投入された。
駆逐戦車となっているが、従来のドイツ軍駆逐戦車と異なり、旋回可能な砲塔を有している。マイセン製の高級磁器タイルを複合装甲としている為、成形炸薬弾は効かない。ただ、用途を教えずにタイルを窯業業者に発注したため、兵器らしからぬ色彩と化したタイルが納入される羽目になった。
これらのタイルは本来車体表面には現れない物であるが、墓標軍団の司令官であるリーフマンはこのタイルを気に入り、自らの軍団のザルクの装甲表面にタイルを張り付けていた。
ドンナー
終盤で登場した陸上戦艦。原作では戦艦から転用した38cm砲と副砲まで装備している。移動は底面に無数に埋められた劣化ウランを使った重金属ベアリングとジャッキで芋虫のように這って移動をするが、擬装用に車輪がつけられている。渓谷地帯に設けられた秘密格納庫から出撃して、進出してくる新ドイツ軍を苦しめたが、日米連合戦車部隊の奇策と爆撃により全車両破壊された。
コミック版では防御兵器『A』のコードが付いて中盤から登場した。原作に比べて登場回数が増えている。外観は芋虫（モスラ）の上部に潜水艦のセイルを取り付けたような形状で、芋虫で言うところの「節」を一つずつ動かして前進している。また、初出撃時は先頭を行く非武装重装甲の『突破型』・8インチ（20cm）砲8門を主武装とする『攻撃型』・電子機器を搭載した『指揮型』の三種で1セットとする編成となっており、後期はビスマルク用の38cm砲を2門搭載する改良型となっている。初戦は出撃15両中、艦砲射撃で4両撃破、爆撃で2両擱座し、9両がロンメル軍と交戦した。通った場所を悉く引き潰し、撃破されれば撤去するのにかなりの手間がかかるなど、「迷惑」という言葉を体現した兵器。
ドンナー水陸両用型
コミック版で登場する派生型だが完全に防水されておらず、潜航時には乗員は潜水服を着用しなければならない。
グングニール
原作終盤で投入された170mm砲を装備した巨大な対戦車マンモス自走砲。巨大すぎるため動きも遅く、砲も回転できない。コミック版では登場していない。
プードル
コミック版で登場する試作思考制御型軽戦車。ゲシュペンストで培われた技術を応用しており、稼働させる物が小型の戦車であり、活動するのも地上という平面である為、システムの簡易化、低コスト化が可能となった。また、インターフェイスには誰でも操縦できるように概念伝達が採用されており、これによって現地調達兵や子供、老人なども本車を操縦できるようになっている。
重量12t、搭乗者は操縦手と砲手の2名。武装は12.7mmチェインガンと4連装ミサイルランチャーを各1門ずつ。全体的に丸っこい形状をしており、砲塔は無く、武装は車体の両脇に装備している。通常の戦車のようなのぞき窓は存在せず、外界の情報は操縦席、砲手席それぞれに装備されたカメラから得ている。
ユーゴスラビアとルーマニアの前線で実戦評価試験が行われていたが、マルケノシュバルツ市（架空）の補給基地に配備されていた車両が、ドイツ軍に捕らえられていた寿美の脱出手段として強奪され、ラング率いるドイツ軍の懸命の追跡にもかかわらず、最終的に日本武尊に捕獲されることとなる。
ガルガンチュア
コミック版に登場する「ギガント計画」によって開発された試作装甲強化歩兵。元々は前世2012年からの世代間転生者であるヘルベルトがパワードスーツの開発を目的として研究していた物だが、後世世界の技術的限界によって全長9.5m、総重量15tという巨体になってしまった。
動力はバッテリーであり、充電車が随伴していない状態では活動時間が30分に限られる。量産化の際にはガスタービン駆動に改められる予定だった。固定武装は搭載していないが、腕部による打撃力は極めて高く、動きも俊敏である。しかし、細かい作業は不得意。

### ドイツ（航空機）
ヒンデンブルク
米内陸部の軍需拠点爆撃用として開発された、大陸間往還超重爆撃機。前大戦中に『富士』が行った「天極作戦」の意趣返しである「独海空軍共同による五大湖工業地帯爆撃」とは違い、堅固に守られた米聖域へ真正面から侵入しての爆撃行は不可能であったと思われる。
ヒンデンブルク射撃専用型
米軍側通称「針鼠」。ヒンデンブルクを改良し、機銃を増備した編隊直衛用対空掃射機。主翼部に左右それぞれ射角が一定角で交錯するよう設置された計20挺の7.7ミリ機銃以外に、20基もの機銃や機関砲を搭載しており、護衛戦闘機を伴えない爆撃隊を米軍迎撃機から守る役目を担っていた。しかし、縦深的に設けられた米大陸東岸防空網や重装甲迎撃機の活躍により、多大な被害をおよぼしはしたが、爆撃隊と共に目立った成果を上げることはなかった。
ラーム
胴体と操縦席を分離したレシプロ&ジェット戦闘爆撃機。原型機は前世独試作偵察機『ブローム・ウント・フォス BV 141』、左右非対称が特徴。20mm機関砲、30mm機関砲各2門を搭載し爆弾搭載量900kg。アカバ湾で新日本武尊を襲い、大石はじめ潜水艦橋見張員を機銃掃射で負傷させた。
ドライエッグ
胴体エンジンの他に両翼端にエンジンを一基ずつ装備し操縦席が機尾に置かれているという『T字形状』をした特異なレシプロ戦闘爆撃機。
こちらもラーム同様ブローム・ウント・フォス社製の奇想機。新日本武尊の秘匿対空兵装により全機撃破された。
フリッグ
終盤で登場した誘導爆弾『グナー』を運用するジェット爆撃機。
ホルス22
ホルス16は時速2000km以上の速度だがそれに乗れるのは特殊な薬物を使い内臓などを強化したサイボーグだけという重大な欠点があるため速度を落とした（それでも時速1000kmを越える）17,18,19型を作った。22型は（一応）偵察機だった16型とは違い、35mm機関砲を装備した迎撃専用機である。
ブランデンブルク
コミック版オリジナルの超大型爆撃機。ヴィーガント将軍のロンメル軍参加に対する報復のため、モスクワに核攻撃を行おうとするも機内で反乱が起き、ロンメル軍に投降した。
トリスタンとイゾルデ
戦略兵器『B』。コミック版でヒトラーが最終兵器として投入した、永久軌道を回る核攻撃用有人衛星。成層圏までは超巨大飛行船で運ばれ、そこからロケットブースターで大気圏を脱出する。「思考制御装置」により1人での操作が可能であり、電磁フィールドによる防御機構、船体の下には一基当り200kTの破壊力を持つ核弾頭を72個搭載、物理的直接攻撃以外の一切の攻撃を受け付けない自律兵器であり、技術跳躍が著しい後世世界最凶最悪の兵器。その内一個を米海軍北大西洋艦隊（戦艦4隻・空母6隻主力）に使用して壊滅に追い込み、ニューヨーク攻撃を計ったが間一髪のところでネオ日本武尊の砲撃を受けて大破、そのまま地球の引力圏に捉えられて爆砕した。

### アメリカ（艦船）
双胴空母イエローストン
後世米海軍機動艦隊旗艦。建造中止した『モンタナ級戦艦』の船体を流用した結果誕生した、全長320メートル、全幅115メートル、満載排水量13万t、搭載機数160機以上を誇る双胴式航空母艦。被弾しやすい双胴式の理由は、敵陸上基地への洋上攻撃基地としての役割を考え建造されているからで連合国軍艦では世界一の大きさを誇っている。航空甲板は急降下爆撃対策の特殊コンクリートで固められ、さらに艦隊直援駆逐潜水艦『ポパイ級』への補給機能も有している。
戦艦デヴィット・O・セルズニック
コミック版に登場する超大型戦艦。後世第二次大戦中、日本海軍が新型戦艦（後の日本武尊）を建造していることを察知したアメリカ海軍が、その対抗策として建造した超大型戦艦。技術的問題から主砲には50口径43cm砲4連装2門、3連装2門、2連装2門の計18門を装備する。仮想敵を日本武尊に絞って設計されたためパナマ運河の通航をキャンセルし、米海軍史上初の33mを超える船体を採用した。
ミッキーマウス級戦艦
アイオワ級に代わる新世代戦艦。「マウス級」とも呼ばれる。空母護衛を主目的として建造されたためやや小振りな艦型となり、50口径40cm3連装主砲2基と少ないが新型電探や自動装填装置によって戦闘力はアイオワ級にも引けを取らない。
コミック版では16巻の劇中の会話にて統合射撃システムが装備されていることが確認できる。その結果巡洋艦の地位が低下し、前大戦時の艦を改修して運用していた。
ベッテイ級駆逐艦
40ノットの最高速度を持つ対潜駆逐艦。今次大戦では対潜能力の強化が必須とされたため主機にガスタービンを採用し各種対潜兵器を満載した高速駆逐艦が多数建造されることとなった。
ノーチラス号
試験航海中の須佐之男号が南極海で遭遇した巨大原子力潜水艦。
コミック版では前世よりも大型の潜水艦であり推進器も双発に変更されている。水上速力は不明だが、水中速力は32ノットである。
また、訓練航海では海底の地形調査も兼ねて北極海を航行している。
サラトガ就航に伴いクルーをサラトガに異動させたためか、その後劇中に登場することはなかった。
サラトガ（初代）
コミック版オリジナルの潜水戦艦。電光との戦いに敗れたレヴィアタンの機関を引き上げてコピーした艦であり、米国初の電磁推進艦である。単体での力は日独におよばないが、年に5-6隻建造可能という量産能力がある。なお、史実同様の後世サラトガはトレス海峡での海戦において自沈に追い込まれている。
ちなみに、サラトガのクルーは元ノーチラス号のクルーで構成されており、ノーチラス号同様北極海を試験航海していたためゲシュペンストとの戦闘において一時有利な立ち位置につくことができた。
サラトガ（2代目）
ゲシュペンストによって撃沈されたサラトガの2代目。実験艦故に丸々一隻分のスペアパーツが用意されていたため再建された。また、初代の戦訓等のデータをフィードバックし、より高性能化している。

### アメリカ（航空機）
D-1 フライングタンク
史実同様のB32ドミネーターをベースにした爆撃機護衛用掃射機。従来からの防御機銃に加えて20mm機関砲2、主翼遠隔操作式機銃8、前部砲塔を拡大して35mmガトリング砲を追加装備している。コミック版ではベース機がYB-35に変更され、上部にガトリング砲塔が5基、下部にも1基装備している。
ヤンキース
噴式艦上急降下爆撃機。第9巻カバーにて双発全翼機として描かれている。
ベル・エアアキュダ
元々はレシプロ機として試作されていた（前世では試作されたモノの不採用になった長距離護衛戦闘機『ベルXFM-1/YFM-1』）、五座式双発噴式迎撃戦闘機。防空迎撃専用のため航続距離は重視されず、会敵時には胴腹に懸架したロケットモーターで加速を掛けて、敵編隊に切り込む戦法を採る。
武装は噴式発動機ナセル内に設けられた前方旋回式37mm機関砲計2門、胴体側面の後方旋回式12.7mm機銃計2門、胴体前方固定の7.7mm機銃2挺。さらに操縦席と左右砲座には防楯を備え、機体自体の防弾性能にも優れているため空中戦車と呼ばれている。
アルファルファ
終盤で登場した戦闘機。
その他にも、機体形状不明ながら『アップルパイ6発超重爆』が存在することが原作に記述されている。

### アメリカ（その他）
バットマン戦車
後世エイブラムズ戦車に代わり採用された米の新型主力戦車。覇王、トロツキー戦車とは多くの互換性がある。
ポパイ
潜水艦と戦車の2つにこの名が付けられている。
ポパイ級潜水艦
動力はディーゼル+電動推進と日独と比較すると大きく遅れをとっている。
主力戦車『ポパイ』（愛称）
終盤で登場。覇王と兄弟機に当たるため部品の共用が出来る。名前はポパイが力持ちだからということでつけられたようだ。上述のバットマンとの関係は不明。
ビーバー
コミック版で登場した水陸両用陸上戦艦。ドンナーの運用思想を模倣して造られた地上匍匐型超巨大装甲車両でもある。またドンナーほどの戦闘力はないが、水陸両用で行動範囲が広いため使い勝手のよい兵器になっている。

### その他
トロツキー戦車
東シベリア共和国の新型主力戦車。なによりも積雪地での活動を考えた設計で機関もガスタービンになっている。防弾性能も覇王と同じく傾斜を多く、車高も低くして高めている。覇王、バットマンとは多くの互換性がある。主砲は120mm。
ベヒモス
コミック版のみに登場する、第一次世界大戦後にヴァルビニア公国が開発した、全長12mにもおよぶ超重多砲塔戦車。動力はサイドバルブエンジン2基。履帯が左右共に前後に独立している為、その巨体に似合わない高い機動性を持つ。主砲として5インチ速射砲を2門。副砲として2インチ速射砲7門、12.7mm機関砲を多数備え、劇中では「動く要塞」と評されている。コストがかかりすぎた為に生産は試作車一台で中断され、完成した試作車はかつてヴァルビニアの兵器開発局があった「銀の洞窟」の奥に封印されていたが、ドイツへの反抗策としてヴァルビニア王室が極秘裏に整備していた。
リシュリュー
コミック版に登場する、フランスで建造された戦艦。米北大西洋艦隊の戦艦部隊に属していたが、主戦力のミッキーマウス級に比べて旧式のため、統合射撃システムを備えていなかった。
バルチック艦隊のグロース・ドイッチュラントとの戦闘で被弾したが、「フランス人の心証を悪化させたくない」というドロッセルマイヤーの判断によりそれ以上の攻撃を受けず、撃沈を免れる。